# Héctor Benavides
Jesús Héctor Benavides Fernández (Monterrey, 12 de enero de 1941-Monterrey, 13 de noviembre de 2023), más conocido como arquitecto Benavides, fue un periodista, locutor, presentador de noticias y arquitecto mexicano, que trabajó en Multimedios Radio y Televisión de Monterrey, en particular en Telediario Nocturno. Ganó el Premio Guinness a la carrera más larga como presentador de noticias de televisión el 7 de septiembre del 2023, por llevar 48 años y 53 días de carrera.

## Biografía
Héctor Benavides comenzó a trabajar en la radio en 1960, en la estación XEH y XEAR Radio Alameda Monterrey. Ocho años después se graduó de la carrera de arquitectura, profesión que no llegó a ejercer. Ese mismo año comenzó su carrera como conductor de radio en el Canal 12 de Monterrey, junto a Francisco González.
Fue locutor de todos los géneros, incluyendo animador infantil en el programa Cinelandia. En 1975, entró al informativo nocturno del Canal 12. Debutó en la televisión con el programa El Clan del Martillito, transmitido por el canal 10 en Monterrey y en el canal 2 de la Ciudad de México.
Realizó la cobertura total del terremoto de 1985 en la Ciudad de México, y del paso del Huracán Gilberto en Monterrey en 1988, transmitiendo por más de 25 horas en la XEAW Radio y en la XET.
En marzo de 2023, Benavides alcanzó el récord Guinness a la «carrera más larga como locutor de noticias de televisión (masculino)» por sus 54 años y 176 días de trayectoria, y a «la carrera más larga como presentador de noticias de televisión» el 7 de septiembre del 2023, por llevar 48 años y 53 días de carrera.
En 2024, fue homenajeado por los Premios Ariel durante el segmento ‘In Memoriam‘.

## Obra literaria
- Monterrey: Ciudad Noticia (1976)
- Los cuervos y la paloma (1979)
- El habla popular en Monterrey (1994)
- 45 años... Mi vida en radio y televisión (2005)
- 50 Años en el Mundo de la Noticia (2010)
- La sexta pantalla (2012)
- Huracán Gilberto. 25 años después (2013)
- 45 años. 45 historias (2013)
- El hombre en la Luna. 50 Aniversario (2019)
- Casi 82 años... Archivo de un reportero (2022)